# Фантомы (фильм, 2008)
«Фантомы» (англ. Shutter) — фильм режиссёра Масаюки Отиаи. Ремейк таиландского фильма Затвор 2004 года. Премьера фильма состоялась 19 марта 2008 года. Съемки проходили в Токио в 2007 году.

## Сюжет
Супруги Бен и Джейн переехали в Токио. Во время ночной поездки Джейн сбивает силуэт девушки попав в овраг. Когда Джей пришла в себя то пошла искать свою несчастную жертву, но на месте трагедии не было следов трупа. После череды странных событий становится понятно, что она сбила призрака, но что ему нужно от нее? Свести с ума или открыть правду?

## В ролях
| Актёр            | Роль           |
| ---------------- | -------------- |
| Джошуа Джексон   | Бен            |
| Рэйчел Тейлор    | Джейн          |
| Мэгуми Окина     | призрак Мэгуми |
| Дэвид Денман     | Бруно          |
| Джон Хенсли      | Адам           |
| Мая Хадзэн       | Сэико          |
| Джеймс Кайсон Ли | Рицуо          |

## Восприятие
Фильм получил в целом негативные отзывы критиков. На сайте Rotten Tomatoes фильм имеет рейтинг 9 % основанный на 65 отзывах. Консенсус критиков гласит: «то, что фильм является ремейком тайского фильма ужасов, а не японского, не мешает ему быть очередным убогим ремейком азиатского ужастика». На сайте Metacritic, средневзвешенная оценка ленты составляет 37 из 100 на основе 12 рецензий.

## Возрастные ограничения
- Возраст 16+
- Рейтинг MPAA: PG-13